# Journal of Ocular Pharmacology and Therapeutics
Journal of Ocular Pharmacology and Therapeutics (skrót: J Ocul Pharmacol Ther, JOPT) – naukowe czasopismo okulistyczne wydawane w USA od 1985. Specjalizuje się w farmakologii okulistycznej. Oficjalny organ Association for Ocular Pharmacology and Therapeutics. W ciągu roku ukazuje się 10 wydań.
W latach 1985–1994 czasopismo ukazywało się kwartalnie pod tytułem „Journal of Ocular Pharmacology" (ISSN 8756-3320). Periodyk jest recenzowany i publikuje artykuły z pogranicza dwóch dziedzin: okulistyki i farmakologii. Zakres tematyczny akceptowanych publikacji obejmuje farmakologiczne aspekty m.in. takich zagadnień okulistycznych jak: jaskra, zaćma, zwyrodnienia siatkówkowe, toksykologia okulistyczna, urazy i infekcje oczne, farmakoterapie okulistyczne, stany zapalne i zaburzenia immunologiczne oczu, terapie genowe i komórkowe, zmiany proliferacyjne oka, niedokrwienie oczne i zaburzenia przepływu krwi oraz zaburzenia metabolizmu narządu wzroku.
Pismo ma współczynnik wpływu impact factor (IF) wynoszący 1,921 (2017). W międzynarodowym rankingu SCImago Journal Rank (SJR) mierzącym wpływ i znaczenie poszczególnych czasopism naukowych „Journal of Ocular Pharmacology and Therapeutics" zostało w 2017 sklasyfikowane na:
- 42. miejscu wśród czasopism okulistycznych[6] oraz
- 100. miejscu wśród czasopism farmakologicznych[7].

W polskich wykazach czasopism punktowanych przez Ministerstwo Nauki i Szkolnictwa Wyższego czasopismo otrzymało kolejno: 20-25 punktów (lata 2013-2016) oraz 70 pkt (2019).
Publikacje ukazujące się w tym czasopiśmie są indeksowane m.in. w Derwent Drug File, ProQuest, Current Contents/Life Sciences, Science Citation Index Expanded, Biological Abstracts, Embase, CAB Abstracts, Global Health, BIOSIS Previews, bazie PubMed oraz w Scopusie.
Wydawcą jest Mary Ann Liebert, Inc. Redaktorem naczelnym jest W. Daniel Stamer (Szkoła Medycyny Uniwersytetu Duke’a).